# Lucía Zárate
Lucía Zárate (ur. 2 stycznia 1864 w San Carlos Nuevo Guaymas, zm. 15 stycznia 1890 w górach Sierra Nevada) – Meksykanka, odnotowana w księdze rekordów Guinnessa jako najlżejsza osoba dorosła, u której dokonano pomiaru wagi ciała. W wieku 17 lat ważyła 2100 g.

## Życiorys
Lucía Zárate cierpiała na rzadką chorobę określaną w terminologii medycznej jako MOPD II (Osteodysplastyczna karłowatość pierwotna Majewskiego typu II), była też pierwszym udokumentowanym przypadkiem tego schorzenia. Wzrost i waga, które osiągnęła w pierwszym roku życia nie uległy większym zmianom aż do jej śmierci. W dzieciństwie wraz z rodzicami przeniosła się do Agostadero (dzis. Cempoala) k. Veracruz, a następnie w 1876 do Stanów Zjednoczonych, gdzie zaczęła występować publicznie. Stała się jedną z największych atrakcji filadelfijskich obchodów stulecia amerykańskiej niepodległości. W tym samym roku została zbadana przez lekarzy, którzy na podstawie analizy uzębienia doszli do wniosku, że nie może mieć mniej niż sześć lat. W tym czasie Lucía miała 51 cm wzrostu, a obwód jej łydki nie przekraczał 100 mm. Cieszyła się dobrym zdrowiem. Oprócz ojczystego języka hiszpańskiego posługiwała się także w niewielkim stopniu angielskim. W 1881 udała się w podróż do Wielkiej Brytanii, gdzie została przyjęta na audiencji przez królową Wiktorię (26 lutego 1881).
Wraz z Francis Joseph Flynn występowała w amerykańskich cyrkach jako duet karlic „Fairy Sisters”. W 1889 The Washington Post określił ją mianem „cudownej meksykańskiej karlicy”, zwracając uwagę na to, że każde jej pojawienie się na scenie przykuwało uwagę zgromadzonej publiczności. Zimą 1890 pociąg wiozący trupę cyrkową do San Francisco uległ katastrofie w górach Sierra Nevada. Jadąca tym pociągiem Lucía Zárate zmarła wskutek hipotermii.
Urządzone w domu rodzinnym Lucíi w Cempoala muzeum eksponuje rzeczy osobiste i pamiątki z jej występów.

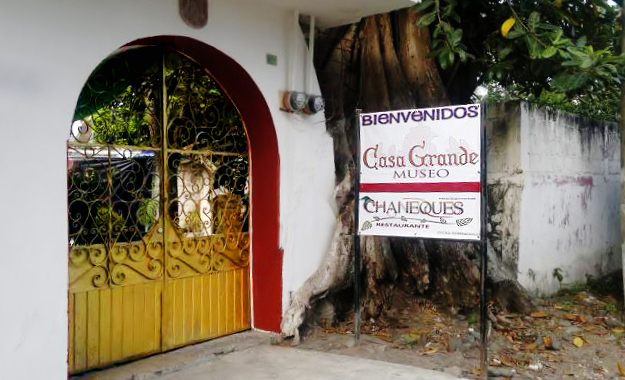
Wejście do muzeum Casa Grande w Cempoala